# Jeffrén Suárez
Jeffrén Suárez (født 20. januar 1988) er en fodboldspiller der spiller i Grasshopper. Jeffren er født i Venezuela.
Tidligere har han spillet for FC Barcelona, Sporting Lissabon og Real Valladolid.